# 桑納
桑納（かんのう）は、八千代市の地名。睦地区に位置する。桑納川の河口がある。郵便番号は276-0006。

## 河川
桑納川

## 隣接する地域
- 桑橋
- 島田台
- 麦丸
- 米本
- 島田

## 人口
- 39世帯：総人口92人（男：47人 / 女：45人）

## 施設
- 天満宮
- 薬師堂厳島神社
- 神明神社
- 妙見神社

## 教育

### 小学校
- 八千代市立睦小学校

## 交通
- | [icon] | この節の加筆が望まれています。 |
- 桑納橋